# Courcy (Calvados)
Pour les articles homonymes, voir Courcy.
Courcy est une commune française, située dans le département du Calvados en région Normandie, peuplée de 137 habitants.

## Géographie

### Hydrographie
La commune est située dans le bassin Seine-Normandie. Elle est drainée par le Douit du Houle,.

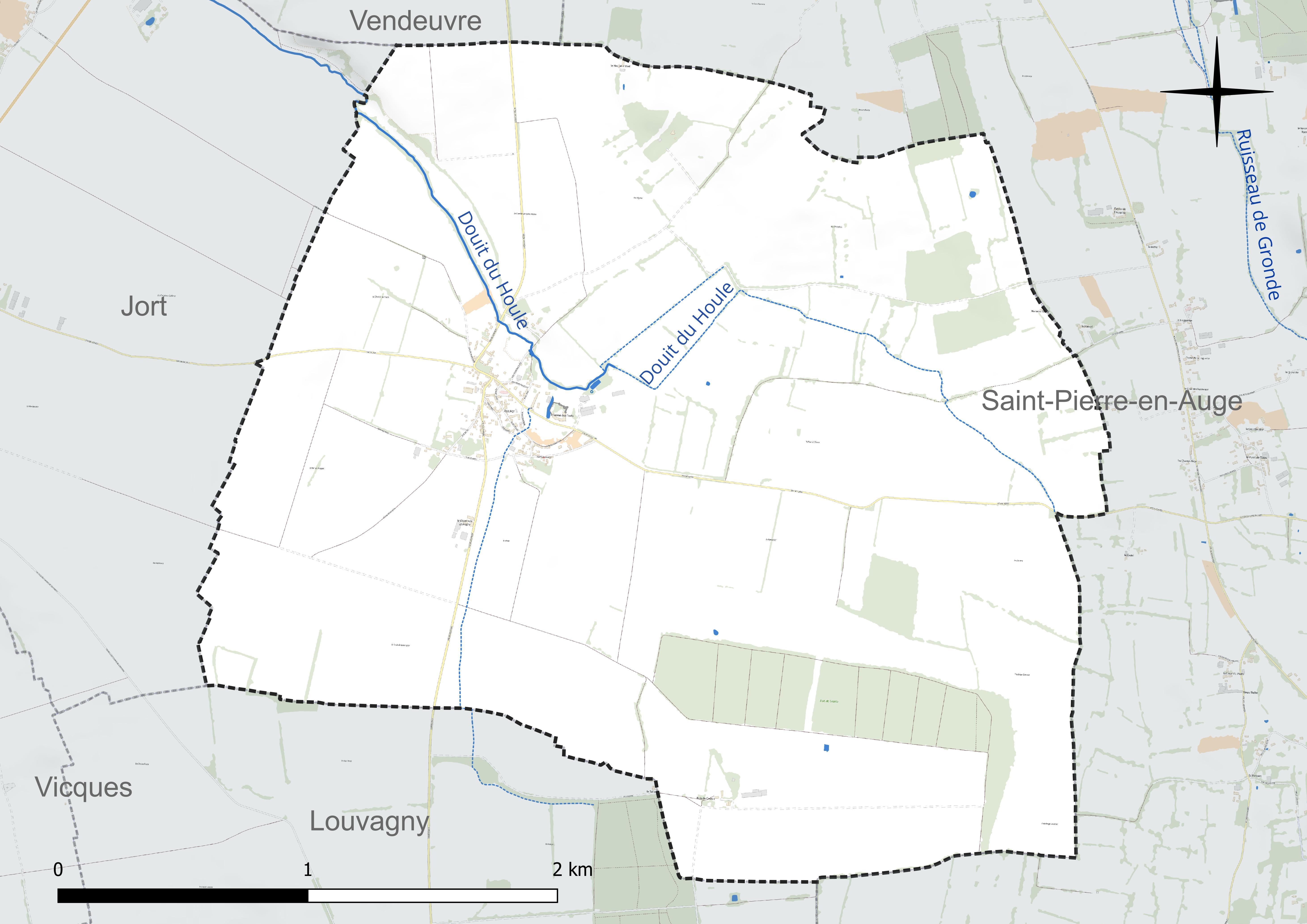
Réseau hydrographique de Courcy.

### Climat
Pour des articles plus généraux, voir Climat de la Normandie et Climat du Calvados.
En 2010, le climat de la commune est de type climat océanique altéré, selon une étude du CNRS s'appuyant sur une série de données couvrant la période 1971-2000. En 2020, Météo-France publie une typologie des climats de la France métropolitaine dans laquelle la commune est exposée à un climat océanique et est dans la région climatique  Normandie (Cotentin, Orne), caractérisée par une pluviométrie relativement élevée (850 mm/a) et un été frais (15,5 °C) et venté. Parallèlement le GIEC normand, un groupe régional d'experts sur le climat, différencie quant à lui, dans une étude de 2020, trois grands types de climats pour la région Normandie, nuancés à une échelle plus fine par les facteurs géographiques locaux. La commune est, selon ce zonage, exposée à un « climat des plateaux abrités », correspondant à la plaine agricole de Caen à Falaise, sous le vent des collines de Normandie et proche de la mer, se caractérisant par une pluviométrie et des contraintes thermiques modérées.
Pour la période 1971-2000, la température annuelle moyenne est de 10,6 °C, avec une amplitude thermique annuelle de 12,6 °C. Le cumul annuel moyen de précipitations est de 674 mm, avec 11,5 jours de précipitations en janvier et 7,2 jours en juillet. Pour la période 1991-2020, la température moyenne annuelle observée sur la station météorologique la plus proche, située sur la commune de Saint-Pierre-en-Auge à 5 km à vol d'oiseau, est de 11,3 °C et le cumul annuel moyen de précipitations est de 677,1 mm,. Pour l'avenir, les paramètres climatiques de la commune estimés pour 2050 selon différents scénarios d'émission de gaz à effet de serre sont consultables sur un site dédié publié par Météo-France en novembre 2022.

## Urbanisme

### Typologie
Au 1er janvier 2024, Courcy est catégorisée commune rurale à habitat dispersé, selon la nouvelle grille communale de densité à 7 niveaux définie par l'Insee en 2022.
Elle est située hors unité urbaine et hors attraction des villes,.

### Occupation des sols
L'occupation des sols de la commune, telle qu'elle ressort de la base de données européenne d'occupation biophysique des sols Corine Land Cover (CLC), est marquée par l'importance des territoires agricoles (91,7 % en 2018), une proportion sensiblement équivalente à celle de 1990 (91,3 %).
La répartition détaillée en 2018 est la suivante : terres arables (86,9 %), forêts (5,1 %), zones urbanisées (3,3 %), prairies (2,5 %), zones agricoles hétérogènes (2,2 %).
L'évolution de l'occupation des sols de la commune et de ses infrastructures peut être observée sur les différentes représentations cartographiques du territoire : la carte de Cassini (XVIIIe siècle), la carte d'état-major (1820-1866) et les cartes ou photos aériennes de l'IGN pour la période actuelle (1950 à aujourd'hui).

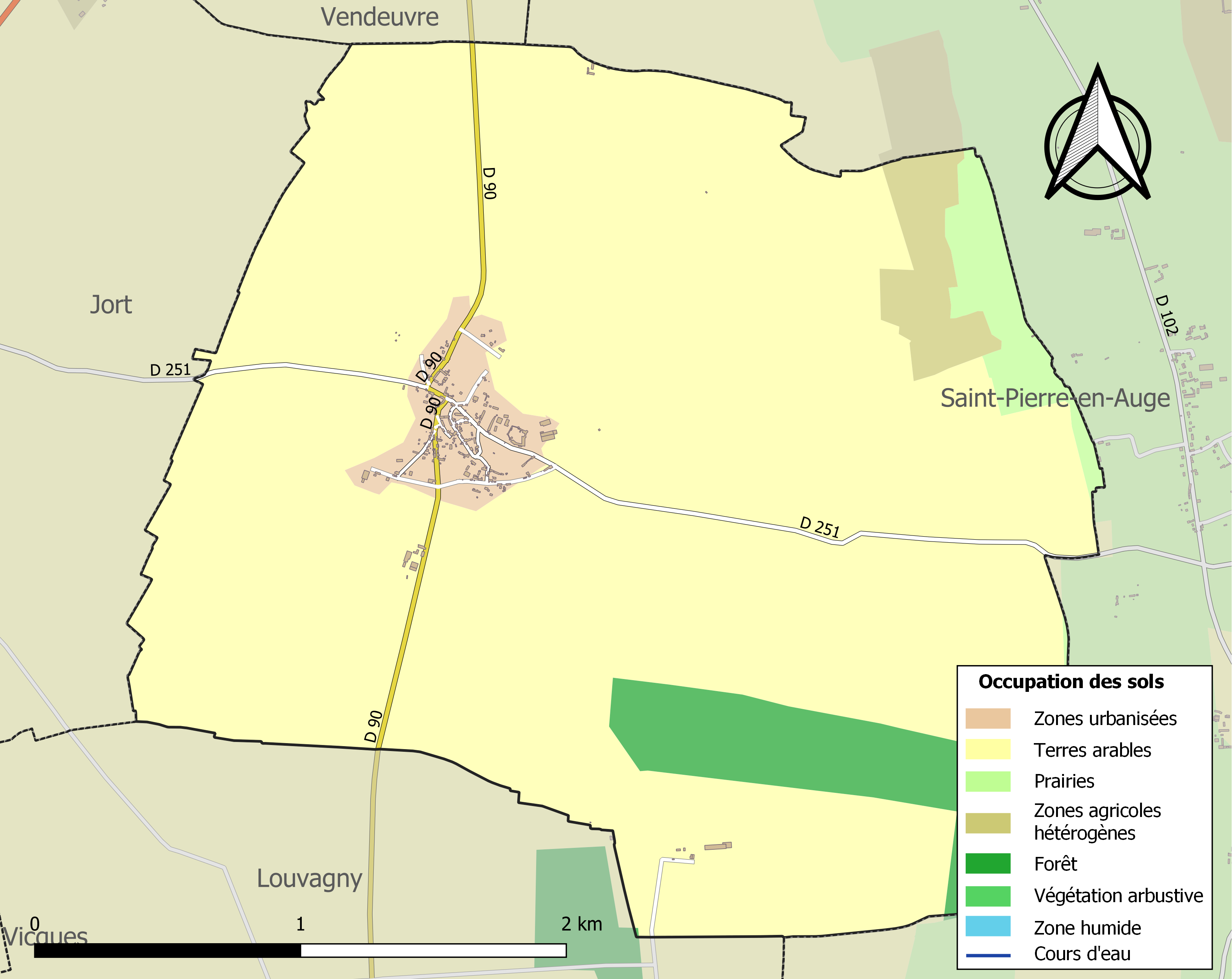
Carte des infrastructures et de l'occupation des sols de la commune en 2018 (CLC).

## Toponymie
Le nom de la localité est attesté sous les formes Curceium en 1035, Courci en 1793, Courcy en 1801.

## Histoire
En 1619, la baronnie de Courcy, qui était composée de trente deux paroisses desquelles relevaient cinquante six fiefs, fut réunie à celles du Hommet et de Canisy et érigée en marquisat de Canisy pour René de Carbonnel, seigneur du Hommet, de Canisy et Courcy, capitaine et gouverneur d'Avranches, lieutenant du roi en Cotentin.

## Politique et administration
| Période                                  | Période   | Identité          | Étiquette | Qualité                           |
| ---------------------------------------- | --------- | ----------------- | --------- | --------------------------------- |
| 1983                                     | mars 2001 | Michel Thoretton  |           |                                   |
| mars 2001                                | mars 2014 | Thérèse Thoretton | SE        |                                   |
| mars 2014                                | mai 2020  | Didier Berhault   | SE        | Retraité de l'Éducation nationale |
| mai 2020                                 | En cours  | Marc Verdonck     | SE        | Agriculteur                       |
| Les données manquantes sont à compléter. |           |                   |           |                                   |

## Démographie
L'évolution du nombre d'habitants est connue à travers les recensements de la population effectués dans la commune depuis 1793. Pour les communes de moins de 10 000 habitants, une enquête de recensement portant sur toute la population est réalisée tous les cinq ans, les populations de référence des années intermédiaires étant quant à elles estimées par interpolation ou extrapolation. Pour la commune, le premier recensement exhaustif entrant dans le cadre du nouveau dispositif a été réalisé en 2008.
En 2022, la commune comptait 137 habitants, en évolution de −1,44 % par rapport à 2016 (Calvados : +1,58 %, France hors Mayotte : +2,11 %).
| 1793 | 1800 | 1806 | 1821 | 1831 | 1836 | 1841 | 1846 | 1851 |
| ---- | ---- | ---- | ---- | ---- | ---- | ---- | ---- | ---- |
| 357  | 322  | 364  | 376  | 369  | 340  | 341  | 324  | 299  |

| 1856 | 1861 | 1866 | 1872 | 1876 | 1881 | 1886 | 1891 | 1896 |
| ---- | ---- | ---- | ---- | ---- | ---- | ---- | ---- | ---- |
| 273  | 287  | 254  | 243  | 223  | 222  | 223  | 236  | 223  |

| 1901 | 1906 | 1911 | 1921 | 1926 | 1931 | 1936 | 1946 | 1954 |
| ---- | ---- | ---- | ---- | ---- | ---- | ---- | ---- | ---- |
| 204  | 208  | 207  | 194  | 203  | 188  | 181  | 188  | 191  |

| 1962 | 1968 | 1975 | 1982 | 1990 | 1999 | 2006 | 2008 | 2013 |
| ---- | ---- | ---- | ---- | ---- | ---- | ---- | ---- | ---- |
| 216  | 191  | 166  | 154  | 152  | 141  | 150  | 153  | 141  |

| 2018 | 2022 | - | - | - | - | - | - | - |
| ---- | ---- | - | - | - | - | - | - | - |
| 129  | 137  | - | - | - | - | - | - | - |

## Culture locale et patrimoine

### Lieux et monuments
La commune compte deux monuments historiques :
- château de Courcy des XIIe – XIIIe siècle inscrit par arrêté du 7 février 1975[22] ;
- église Saint-Gervais-Saint-Protais, des XIIe – XVIIIe siècle, dont le chœur a été inscrit par arrêté du 26 décembre 1927[23].

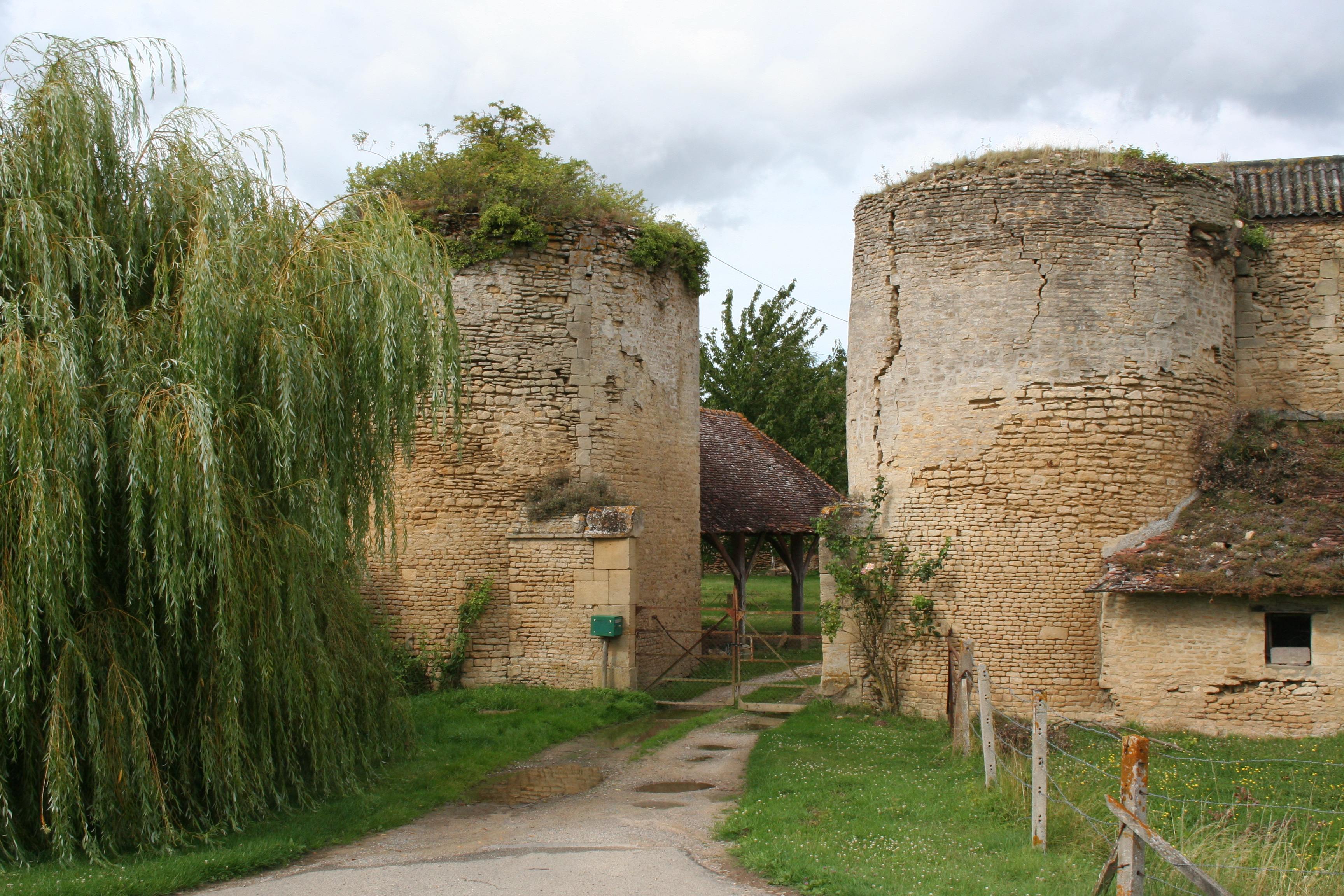
Vestiges du château de Courcy.
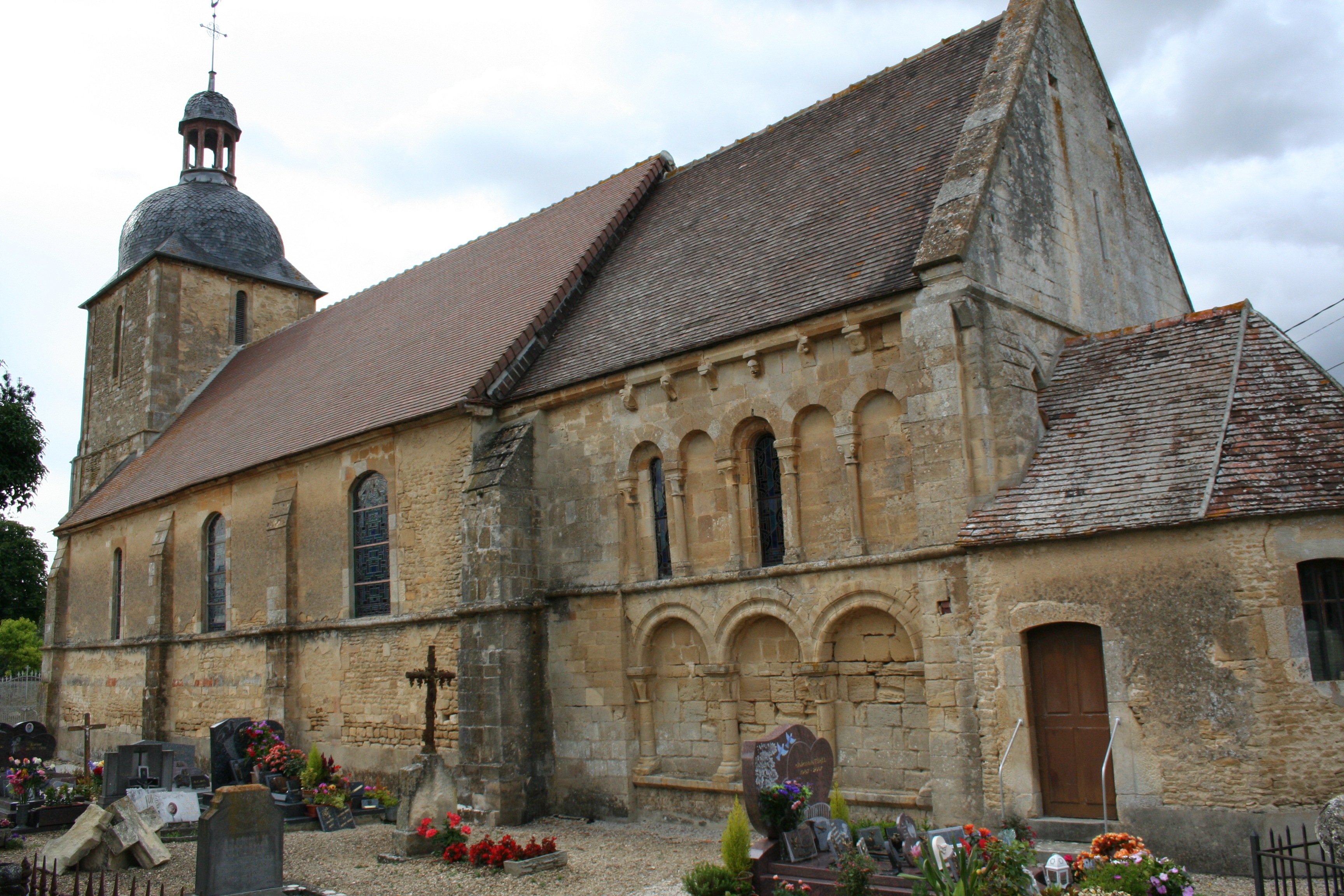
Église Saint-Gervais-Saint-Protais.

### Héraldique
| Blason de Courcy | Blason  | D'azur fretté d'or.                              |
| Blason de Courcy | Détails | Le statut officiel du blason reste à déterminer. |